# Talin (Armenië)
Talin (Armeens: Թալին) is een stad in het westen van Armenië. In de V-VII eeuwen was Talin het centrum van de Armeense adellijke familie Kamsarakan. Het heeft een populatie van 5.371 mensen. De kathedraal dateert uit de 7de eeuw en is door de Kamsarakan gebouwd, en ligt in het noorden van Talin.

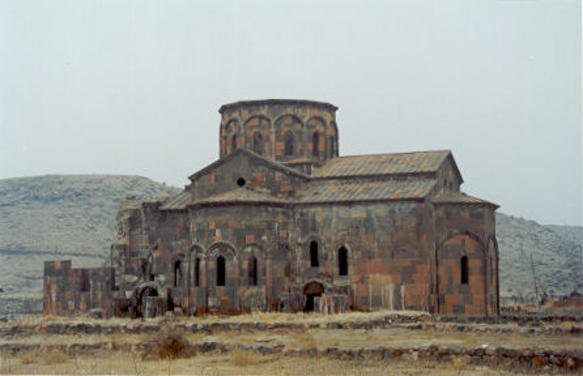
Katoghike-kerk in Talin

Abovjan · Agarak · Achtala · Alaverdi · Aparan · Ararat · Armavir · Artasjat · Artik · Artsvasjen · Asjtarak · Berd · Bjoeregavan · Dastakert · Darakert · Dilidzjan · Dzjermoek · Etsjmiadzin · Gavar · Goris · Gjoemri · Hrazdan · Idzjevan · Jechegnadzor · Jegvard · Kadzjaran · Kapan · Maralik · Martoeni · Masis · Megri · Metsamor · Nojemberjan · Nor Hatsjen · Odzoen · Sevan · Sisian · Sjamloeg · Spitak · Stepanavan · Talin · Tasjir · Toemanjan · Tsachkadzor · Tsjambarak · Tsjarentsavan · Vajk · Vanadzor · Vardenis · Vedi · Jerevan